# 佩諾諾梅區
8°31′7″N 80°21′19″W / 8.51861°N 80.35528°W
佩諾諾梅區（西班牙語：Distrito de Penonomé），是巴拿馬的一個行政區，位於該國中部，由科克萊省負責管轄，始建於1851年，面積1,708.6平方公里，2010年人口85,737，人口密度每平方公里50.18人。